# القوات المسلحة الفيتنامية
القوات المسلحة الشعبية الفيتنامية (بالفيتنامية: Lực lượng Vũ trang nhân dân Việt Nam (LLVTNDVN))‏ هي القوات المسلحة لجمهورية فيتنام الاشتراكية، وتخضع مباشرة لقيادة اللجنة العسكرية المركزية للحزب الشيوعي الفيتنامي (والتي تعمل جناحًا عسكريًّا للحزب). وتتكون من 3 مكونات: الجيش الشعبي الفيتنامي وهو القوات العسكرية لفيتنام، والأمن العام لفيتنام الشعبية، وهي الشرطة وإنفاذ القانون في فيتنام وميليشيا الدفاع الذاتي الفيتنامية.

## الجيش الشعبي الفيتنامي
الجيش الشعبي الفيتنامي ( باللغة الفيتنامية : Quân đội nhân dân Việt Nam ) هو جيش فيتنام. يتتكون الجيش من القوات البرية الشعبية الفيتنامية، (الجيش الشعبي للقوات الخاصة الفيتنامية)، والبحرية الفيتنامية (بما في ذلك المشاة البحرية الفتنامية)، والقوات الجوية الفيتنامية، وحرس الحدود الفيتنامي وخفر السواحل الفيتنامي.